# Список померлих від COVID-19
Це список відомих людей, які померли від коронавірусної хвороби 2019 року (COVID-19) внаслідок зараження вірусом SARS-CoV-2 під час пандемії коронавірусної хвороби 2019–22 років.

## В Україні

### 2020
| Дата смерті       | Місто               | Ім'я                                   | Вік      | Примітки |
| ----------------- | ------------------- | -------------------------------------- | -------- | --- |
| 29 березня 2020   | Київ                | Міщенко Олег Вікторович                | 49 років | Екс-заступник голови Київської ОДА |
| 6 квітня 2020     | Тернопіль           | Олег Винницький                        | 56 років | Священик УГКЦ |
| 7 квітня 2020     | Чернівці            | Василь Федорюк                         | 72 роки  | Підприємець, колишній футбольний функціонер |
| 12 квітня 2020    | Київ                | Нектарій (Коваленко)                   | 73 роки  | Архімандрит Києво-Печерської лаври |
| 10 травня 2020    | Івано-Франківськ    | Ігор Ковалюк                           | 56 років | Головний лікар швидкої допомоги |
| 11 травня 2020    | Товтри              | Михайло Кіцан                          | 62 роки  | Депутат сільської ради села Товтри (Чернівецька область) |
| 13 травня 2020    | Підвиноградів       | Микола Богар                           | 62 роки  | Ромський барон |
| 15 травня 2020    | Рівне               | Микола Теремок                         | 59 років | Інженер Рівненської філії Суспільного телебачення і радіомовлення |
| 22 травня 2020    | Почаїв              | Володимир Стефанський                  | 49 років | Голова Кременецької районної ради |
| 18 червня 2020    | Львів               | Іван Гайда                             | 58 років | Начальник Львівського військового госпиталю |
| 1 липня 2020      | Черкаси             | Олег Гайда                             | 52 роки  | Лікар-хірург Другої міської поліклініки |
| 4 липня 2020      | Ужгород             | Василь Райчинець                       | 67 років | Старший єпископ Союзу вільних церков християн євангельської віри України, голова Всеукраїнської ради церков |
| 13 липня 2020     | Ужгород             | Марія Юріївна Козак                    | 53 роки  | Кандидат філологічних наук (2002), доцент кафедри української літератури Ужгородського національного університету (з 2002), викладала з 1996 року |
| 25 липня 2020     | Харків              | Антон Худаєв                           | 53 роки  | Голова медичного штабу «Металіста», «Металіста 1925» та збірної України з футболу |
| 1 серпня 2020     | Старий Самбір       | Савенко Василь Олексійович             | 65 років | Керівник Центру первинної медико-санітарної допомоги Старосамбірського району, член Українського лікарського товариства у Львові |
| 5 серпня 2020     | Сколе               | Іванна Русин                           | 57 років | Редакторка Сколівської районної газети «Бойківська думка» |
| 5 серпня 2020     | Львів               | Михайло Коропецький                    | 67 років | Власник мебельної компанії «Сігма», колишній віце-президент Українського національного комітету Міжнародної Торгової Палати «ICC Ukraine». |
| 5 серпня 2020     | Львів               | Ходак Ігор Миколайович                 | 62 роки  | Професор кафедри українознавства Національного медичного університету імені Данила Галицького |
| 6 серпня 2020     | Херсон              | Микола Григорович Рудя                 | 66 років | Ексдиректор (1999—2018) Херсонської загальноосвітньої школи-інтернату I—III ступенів ім. Т. Г. Шевченка Херсонської обласної ради (нині — КЗ «Гімназія ім. Т. Г. Шевченка» ХОР), нагороджений Почесною грамотою Міністерства народної освіти УРСР (1990), почесною грамотою голови Херсонської обласної ради (2003), почесною грамотою Кабінету Міністрів України (2010), «Відмінник освіти України» (1993 рік) та «А. С. Макаренка» (2009), депутат Дніпровської у м. Херсон Ради XXIV скликання (2002—2004) |
| 6 серпня 2020     | Тернопіль           | Анна Борисівна Кабакова                | 73 роки  | Лікар вищої категорії, кандидат медичних наук, член Асоціації дитячих гастроентерологів та нутриціологів України, завідувачка другого педіатричного відділення КНП «Тернопільська обласна дитяча клінічна лікарня» Тернопільської обласної ради, головний експерт за напрямом «Дитяча гастроентерологія» управління охорони здоров'я Тернопільської обласної державної адміністрації |
| 20 серпня 2020    | Тернопіль           | Мдинарадзе Автанділ Мамійович          | 60 років | Бізнесмен, колишній голова Збаразької районної державної адміністрації, експрезидент футбольного клубу «Нива», голова грузинської асоціації Тернополя |
| 3 вересня 2020    | Київ                | Гурнак Віталій Миколайович             | 83 роки  | Український науковець, економіст, журналіст, залізничник і краєзнавець. Доктор економічних наук (1995), професор Державного економіко-технологічного університету транспорту (2006). |
| 3 вересня 2020    | Суми                | Салогуб Анатолій Миколайович           | 58 років | Заступник голови Сумської районної ради, професор, доктор сільськогосподарських наук |
| 5 вересня 2020    | Хмельницький        | Олег Синишин                           | 49 років | Прокурор Хмельницької області |
| 11 вересня 2020   | Костянтинівка       | Катерина Воробйова                     | 77 років | В.о. мера Краматорська (2014—2015) |
| 23 вересня 2020   | Сєвєродонецьк       | Ігор Новіков                           | 53 роки  | Соліст Луганської обласної філармонії |
| 25 вересня 2020   | Пустомити           | Мирослава Лісна                        | 72 роки  | Депутатка Львівської обласної ради від політичної партії «Європейська солідарність», колишня очільниця відділу освіти Пустомитівської РДА, радниця Голови Львівської ОДА |
| 29 вересня 2020   | Ужгород             | Шпеник Отто Бартоломійович             | 82 роки  | Радянський та український фізик, директор Інституту електронної фізики (1992—2017), академік НАН України |
| 30 вересня 2020   | Почаїв              | Венжинович Іван Федорович              | 51 рік   | Лікар-терапевт |
| 3 жовтня 2020     | Львів               | Володимир Следзь                       | 56 років | Архітектор, автор ескізного проекту Арена Львів |
| 5 жовтня 2020     | Київ                | Олійник Ярослав Богданович             | 67 років | Доктор економічних наук, професор, декан географічного факультету Київського національного університету імені Тараса. Г. Шевченка, президент Українського географічного товариства |
| 5 жовтня 2020     | Краматорськ         | Олег Марченко                          | 64 роки  | Лікар-кардіолог палат інтесивної терапії Міжрайонного кардіологічного відділення Краматорської міської лікарні № 3 |
| 10 жовтня 2020    | Львів               | Петренко Микола Євгенович              | 94 роки  | Український письменник. Член Спілки письменників України з 1960 р. |
| 16 жовтня 2020    | Київ                | Дмитро Стужук                          | 39 років | Instagram-блогер, фітнес-тренер та колишній чоловік Софії Стужук |
| 16 жовтня 2020    | Івано-Франківськ    | Василашко Григорій Данилович           | 81 рік   | Колишній очільник Івано-франківського обласного комітету профспілки медичних працівників та головний лікар Обласної клінічної інфекційної лікарні (1986—1992) |
| 18 жовтня 2020    | Івано-Франківськ    | Костишин Володимир Степанович          | 66 років | Доктор технічних наук (2004), професор (2006), декан факультету електрифікації та інформаційно-вимірювальних технологій Івано-Франківського інституту нафти і газу (2006—2014) |
| 18 жовтня 2020    | Харків              | Ходусов Валерій Дмитрович              | 80 років | Доктор фізико-математичних наук, професор по кафедрі теоретичної ядерної фізики ХНУ ім. В. Н. Каразіна |
| 20 жовтня 2020    | Маріуполь           | Віктор Русанов                         | 57 років | Лікар-трвматолог міської лікарні № 1 Маріуполя |
| 20 жовтня 2020    | Київ                | Інна Волкова                           | 21 рік   | Волонтер, громадська активістка |
| 21 жовтня 2020    | Київ                | Животкова Оксана Василівна             | 53 роки  | Активістка Харківського осередку ЦК «Азов» |
| 21 жовтня 2020    | Сєвєродонецьк       | Євген Назаров                          | 48 років | Очільник навчального закладу «Луганський центр професійно-технічної освіти» |
| 21 жовтня 2020    | Київ                | Тітов Юрій Миколайович                 | 44 роки  | Поет, член Національної спілки письменників України (2000), лауреат літературно-мистецької премії ім. Дмитра Луценка «Осіннє золото» |
| 24 жовтня 2020    |                     | Синявська Ірина Максимівна             | 68 років | Голова Житомирської обласної ради (з квітня 2006 до лютого 2008 року), голова Житомирської обласної державної адміністрації (2005—2006) |
| 27 жовтня 2020    | Хмельницький        | Войнаренко Михайло Петрович            | 74 роки  | Перший проректор Хмельницького національного університету, доктор економічних наук (1995), професор (1996), член-кореспондент НАН України (2015) |
| 27 жовтня 2020    | Хмельницький        | Сорокатий Руслан Володимирович         | 60 років | Доктор технічних наук, професор, завідувач кафедри інформаційних технологій проектування Хмельницького національного університету |
| 28 жовтня 2020    | Переяслав           | Федорчук Анатолій Соловйович           | 65 років | Мер Борисполя (2006—2020) |
| 29 жовтня 2020    | Новгород-Сіверський | Олег Бондаренко                        | 52 роки  | Мер Новгорода-Сіверського |
| 29 жовтня 2020    |                     | Володимир Павлючик                     | 63 роки  | Старший викладач кафедри тактики підрозділів бойового (оперативного) забезпечення Національної академії сухопутних військ імені гетьмана Петра Сагайдачного |
| 29 жовтня 2020    |                     | Бабич Валерій Георгійович              | 71 рік   | Український підприємець, громадсько-політичний діяч, перший президент АТ «Українська фінансова група» |
| 30 жовтня 2020    | Львів               | Дроботюк Борис Іванович                | 78 років | Заслужений художник України, член Національної спілки художників України. |
| 31 жовтня 2020    | Дніпро              | Метелиця Іван Сергійович               | 67 років | Мер Павлограда (1994—2006, 2010—2015) |
| 1 листопада 2020  | Острог              | Аршинов Григорій Йосипович             | 59       | Депутат Острозької міської ради, підприємець, дослідник єврейської історії Острога |
| 2 листопада 2020  | Київ                | Рожок Володимир Іванович               | 78 років | Народний артист України (2008), ректор Національної музичної академії України імені П. І. Чайковського у 2004—2018 роках. |
| 3 листопада 2020  | Одеса               | Людмила Чекова                         | 79 років | Ведуча одеських телеканалів «7 канал» та «Круг», Заслужена журналістка України |
| 3 листопада 2020  | Фастів              | Сергій Ясинський                       | 58 років | Секретар Фастівської міської ради VII скликання |
| 4 листопада 2020  | Київ                | Глумчер Фелікс Семенович               | 76 років | Лікар-реаніматолог, член-кореспондент Національної академії медичних наук України, доктор медичних наук (1999), професор (2004), Лауреат Державної премії України у галузі науки і техніки (2003), заслужений лікар України (2009). Завідувач кафедри анестезіології та інтенсивної терапії Національного медичного університету імені О. О. Богомольця (з 2002) |
| 5 листопада 2020  | Бердянськ           | Олександр Стариков                     | 70 років | Журналіст газети «Південна зоря» |
| 5 листопада 2020  | Київ                | Мухіна Людмила Федорівна               | 78 років | Голова Чеської Національної ради України та голова спілки краян «Вишеград» |
| 11 листопада 2020 |                     | Єна Андрій Леонідович                  |          | Слідчий Державного бюро розслідувань у справах Майдану |
| 12 листопада 2020 | Запоріжжя           | Громов Віктор                          | 51 рік   | Цілитель, екстрасенс, провидець |
| 16 листопада 2020 |                     | Луговий Олександр Петрович             | 58 років | Новообраний міський голова Конотопа. |
| 23 листопада 2020 | Львів               | Попівняк Роман Богданович              | 43 роки  | Кандидат економічних наук, доцентом кафедри менеджменту ім. професора Є. Храпливого Львівського національного аграрного університету |
| 23 листопада 2020 | Івано-Франківськ    | Артиш Юрій Петрович                    |          | Лікар, колишній викладач кафедри патологічної анатомії Івано-Франківського національного медичного університету |
| 24 листопада 2020 | Тернопіль           | Ігор Цепенюк                           |          | Один із засновників та президент ГО «Ротарі клуб Тернополя» |
| 24 листопада 2020 | Дніпро              | Дегтярев Олександр Вікторович          | 69 років | Генеральний директор Державного підприємства «Конструкторське бюро „Південне“ ім. М. К. Янгеля» |
| 25 листопада 2020 | Рівненська область  | Талащук Віктор Флорович                | 54 роки  | Голова Малолюбашанської ОТГ |
| 25 листопада 2020 | Київ                | Іванов Сергій                          | 66 роки  | Український письменник-фантаст та одним зі сценаристів легендарної комп'ютерної гри S.T.A.L.K.E.R. |
| 28 листопада 2020 | Тетіїв              | Неліна Тетяна Вікторівна               | 69 років | Почесний громадянин міста Фастова, член Правління Національної спілки краєзнавців України, почесний краєзнавець України |
| 30 листопада 2020 | Київ                | Модзелевський Олег                     | 66 роки  | Український актор театру і кіно |
| 6 грудня 2020     | Одеса               | Поливанова Галина Анатоліївна          | 91 рік   | Українська співачка (сопрано), Заслужена артистка Української РСР (1956), народна артистка УРСР (1963), академік, професор |
| 8 грудня 2020     | Київ                | Вадим Чорний                           |          | Співвласник одеського готелю «Токіо Стар», депутат Одеської міської ради (1994—1998) та колишній міський голова Арцизу (1998—2002) |
| 18 грудня 2020    | Київ                | Андрій Карнак                          | 52 роки  | Український композитор, музичний діяч. |
| 19 грудня 2020    | Харків              | Аркадін-Школьник Олександр Аркадійович | 68 років | Український режисер і педагог, заслужений діяч мистецтв України, завідувач кафедри режисури драматичного театру Харківського національного університету мистецтв ім. Котляревського |
| 20 грудня 2020    | Львів               | Скочиляс Ігор Ярославович              | 53 роки  | Український історик, краєзнавець. Кандидат (1999) та доктор історичних наук (2011) |
| 28 грудня 2020    | Київ                | Артемов Олександр Євгенович            |          | Завідувач інфекційної реанімації Київської міської клінічної лікарні № 5 |
| 29 грудня 2020    | Одеса               | Дзиговський Олександр Миколайович      | 67 років | Український археолог, доктор історичних наук (2003), професор (2004) |

### 2021
| Дата смерті       | Місто            | Ім'я                                    | Вік      | Примітки |
| ----------------- | ---------------- | --------------------------------------- | -------- | --- |
| 2 січня 2021      | Київ             | Тарасова Олександра Станіславівна       | 48 років | Волонтер, солістка національної опери України |
| 6 січня 2021      | Долина           | Гаразд Володимир Степанович             | 54 роки  | Громадсько-політичний діяч, у 2006—2020 рр. голова міста Долина, Івано-Франківська область, голова Долинської об'єднаної територіальної громади |
| 9 січня 2021      | Київ             | Мокроусов Анатолій Олексійович          | 77 років | Колишній очільник Деснянського району міста Києва і народний депутат України 1, 3 і 4 скликання |
| 18 січня 2021     |                  | Черняк Володимир Кирилович              | 79 років | Доктор економічних наук, один із засновників Народного Руху України і народний депутат України 3 і 4 скликань |
| 19 січня 2021     |                  | Сергій Єрмаков                          | 48 років | Дизайнер одягу |
| 22 січня 2021     | Краматорськ      | Геннадій Рубченко                       | 70 років | Колишній редактор газети «Поиск» (Краматорськ) |
| 28 січня 2021     | Львів            | Пісний Василь Михайлович                | 62 роки  | Генерал-лейтенант міліції, генерал-лейтенант, начальник УМВС України в Львівській області (2008—2010), начальник Департаменту державної служби боротьби з економічною злочинністю МВС України (2014—2015), заступник начальника Головного управління боротьби з корупцією та організованою злочинністю Служби безпеки України (2015—2019) |
| 7 лютого 2021     | Київ             | Сергій Грінчук                          | 59 років | Один із перших командирів УНСО, в різні роки — керівник Київської і Львівської організацій УНА-УНСО |
| 7 лютого 2021     | Київ             | Сойко Іван Васильович                   | 77 років | Український перекладач, доцент кафедри германської філології КНУ ім. Тараса Шевченка |
| 25 лютого 2021    | Київ             | Марусик Василь Андрійович               | 79 років | Український журналіст, публіцист, краєзнавець |
| 2 березня 2021    | Івано-Франківськ | Дорошенко Микола Петрович               | 66 років | Архітектор, колишній головний архітектор Івано-Франківщини |
| 4 березня 2021    | Харків           | Колєнніков Андрій Петрович              |          | Генерал-майор Збройних Сил України |
| 19 березня 2021   | Харків           | Зачепило Олександр Васильович           | 55 років | Власник мережі заправок Marshal |
| 19 березня 2021   | Одеса            | Губар Олег Йосипович                    | 67 років | Український прозаїк, журналіст, поет, автор книг з історії Одеси |
| 21 березня 2021   |                  | Мазепа Ігор Всеволодович                | 54 роки  | Голова Координаційної Ради міжнародної громадської організації «Родина Мазеп» |
| 23 березня 2021   | Коломия          | Симчич Зіновій Васильович               | 73 роки  | Український театральний і кіноактор |
| 23 березня 2021   | Хмельницький     | Антоній (Махота)                        | 54 роки  | Митрополит Хмельницький та Кам'янець-Подільський ПЦУ |
| 24 березня 2021   | Київ             | Липківська Ганна Костівна               | 53 роки  | Український театрознавець, праонука митрополита Київського і всієї України Василя Липківського |
| 26 березня 2021   | Чернівці         | Криворучко Орест Іванович               | 78 років | Заслужений художник України, автор ескізів герба та прапора міста Чернівці і Чернівецької області |
| 26 березня 2021   | Київ             | Іванов Олексій Олександрович            | 37 років | Український фотограф. Працював фотокореспондентом у газетах «Україна Бізнес Ревю» (2003—2011), «Вечірній Київ» (2012—2018) |
| 28 березня 2021   | Біла Церква      | Гай Галина Семенівна                    | 67 років | Поетеса, член НСПУ |
| 28 березня 2021   | Львів            | Солодкий Сергій Йосифович               | 62 роки  | Професор, завідувач кафедри Львівської політехніки, лауреат Державної премії України в галузі науки і техніки |
| 28 березня 2021   |                  | Ігор Гофман                             |          | Український військовик, молодший сержант, кулеметник 93-ї механізованої бригади. Учасник боїв за Донецький аеропорт |
| 29 березня 2021   | Київ             | Сірий Олександр                         | 58 років | Колишній гендиректор телеканалу «UA:Перший», виконавчий директор Freedom Hall |
| 1 квітня 2021     | Чернігів         | Арсенич-Баран Ганна Василівна           | 50 років | Голова Чернігівської обласної організації НСПУ |
| 1 квітня 2021     | Кременчук        | Литвиненко Анатолій Кузьмич             | 80 років | Керівник Кременчука у 1986—1990 роках |
| 2 квітня 2021     | Херсон           | Кушнеренко Михайло Михайлович           | 82 роки  | Голова Херсонської облдержадміністрації (1997—1998) |
| 3 квітня 2021     | Тернопіль        | Літинський Павло Степанович             |          | Директор Тернопільської загальноосвітньої школи № 11 |
| 4 квітня 2021     | Львів            | Ковальчук Вікторія Володимирівна        | 67 років | Українська художниця, письменниця, ілюстраторка близько 200 книжок, член НСХУ |
| 4 квітня 2021     | Харків           | Менкус Борис Володимирович              | 69 років | Головний лікар Харківської міської багатопрофільної лікарні № 18 |
| 5 квітня 2021     | Миколаїв         | Алієв Андрій Расимович                  | 34 роки  | Український бібліотекар і актор |
| 5 квітня 2021     | Русів            | Лазаренко Дмитро Юрійович               | 89 років | Український художник-графік та поет, лауреат Черемшинівської та Стефаниківської премій |
| 6 квітня 2021     | Здолбунів        | Тищенко Олег Олександрович              | 51 рік   | З 2014 р. — директор Здолбунівського районного історико-краєзнавчого музею |
| 8 квітня 2021     | Дніпро           | Сесь Лариса Євпатіївна                  | 61 рік   | Лікар-педіатр з 36-річним стажем роботи |
| 16 квітня 2021    | Біла Церква      | Гай Анатолій Іванович                   | 68 років | Голова Київської обласної організації НСПУ |
| 16 квітня 2021    | Київ             | Смирнов Віктор Володимирович            | 55 років | З 27 липня 2018 року призначений головою Подільської районної в місті Києві державної адміністрації |
| 23 квітня 2021    | Київ             | Мелешевич Андрій Анатолійович           | 58 років | Президент Національного університету «Києво-Могилянська академія» (2014—2019) |
| 24 квітня 2021    | Черкаси          | Радченко Олена Юріївна                  | 53 роки  | Завідувачка кафедри англійської філології та методики навчання англійської мови Черкаського національного університету імені Богдана Хмельницького |
| 26 квітня 2021    | Луцьк            | Сторонський Мирон Олексійович           | 80 років | Нововолинський лікар та громадський діяч |
| 26 квітня 2021    | Київ             | Олександр Чистяков                      | 60 років | Голова Асоціації рибалок України, член Національної екологічної ради |
| 9 травня 2021     | Тернопіль        | Шмігель Григорій Федорович              | 79 років | Заслужений тренер України з боксу |
| 11 травня 2021    | Київ             | Крикунов Ігор Миколайович               | 67 років | український режисер, актор театру і кіно, педагог, громадський діяч та народний артист України ромського походження |
| 17 травня 2021    | Дніпро           | Летичевський Олександр                  | 60 років | український гуморист і ведучий |
| 25 травня 2021    | Київ             | Гаврилюк Ярослав Дмитрович              | 69 років | український актор театру і кіно, Народний артист України |
| 26 травня 2021    | Суми             | Мошик Микола Григорович                 | 79 років | український бандурист, композитор, музичний педагог. Заслужений діяч мистецтв України |
| 3 червня 2021     | Київ             | Шептекіта Валерій Іванович              | 80 років | радянський і український актор театру, кіно та дубляжу, Народний артист України |
| 3 червня 2021     | Дніпро           | Богданов Ігор Валентинович              | 67 років | заслужений архітектор України, головний архітектор Дніпра в 1998—2004 рр. |
| 3 червня 2021     | Одеса            | Завгородній Микола Володимирович        | 68 років | театральний актор. Народний артист України (2014) |
| 4 червня 2021     | Київ             | Лисенко (Батракова) Олена Володимирівна | 68 років | кримська журналістка, правозахисниця |
| 13 червня 2021    | Київ             | Чапкіс Григорій Миколайович             | 91 рік   | український хореограф, народний артист України |
| 5 серпня 2021     | Київ             | Марчук Євген Кирилович                  | 80 років | український державний діяч, 4-й Прем'єр-міністр України (керував урядом: 6.03.1995 (до 8.06.1995 — в. о.) — 27.05.1996), генерал армії України |
| 18 жовтня 2021    | Тернопіль        | Гонта Марія Євгенівна                   | 83 роки  | українська акторка, співачка (сопрано), Заслужена артистка УРСР (1979) |
| 22 жовтня 2021    | Київ             | Морозов Сергій Юрійович                 | 71 рік   | радянський футболіст, що грав на позиції півзахисника, український футбольний тренер |
| 24 жовтня 2021    | Київ             | Засєєв-Руденко Микола Вікторович        | 88 років | радянський, і український актор, кінорежисер |
| 28 жовтня 2021    | Київ             | Женченко Віктор Васильович              | 85 років | український письменник, співак, заслужений артист України, заслужений діяч мистецтв України |
| 28 жовтня 2021    | Київ             | Литовченко Олена Олексіївна             | 58 років | українська письменниця, дружина письменника Тимура Литовченка |
| 29 жовтня 2021    | Київ             | Литовченко Тимур Іванович               | 58 років | український письменник-фантаст, чоловік письменниці Олени Литовченко |
| 30 жовтня 2021    | Київ             | Колесник Олексій Антонович              | 71 рік   | радянський і український актор театру та кіно |
| 31 жовтня 2021    | Одеса            | Рутківський Володимир Григорович        | 84 роки  | український поет, прозаїк, дитячий письменник, новинар |
| 6 листопада 2021  | Київ             | Звягільський Юхим Леонідович            | 88 років | український політичний та громадський діяч, виконувач обов'язків Прем'єр-міністра України (з вересня 1993 по липень 1994), народний депутат України I—VIII скликань (1990—2019) |
| 7 листопада 2021  | Київ             | Йовенко Світлана Андріївна              | 76 років | поетеса та прозаїк, публіцист і перекладач; Заслужений працівник культури України |
| 12 листопада 2021 |                  | Гнатюк Василь В'ячеславович             | 66 років | український історик і статистик футболу |
| 13 листопада 2021 | Тернопіль        | Ясній Петро Володимирович               | 69 років | доктор технічних наук, професор (1996), заслужений діяч науки і техніки України, ректор Тернопільського національного технічного університету імені Івана Пулюя |
| 25 листопада 2021 | Київ             | Омельченко Олександр Олександрович      | 83 роки  | український державний і політичний діяч. Голова КМДА (8 серпня 1996 — 20 квітня 2006). Голова Київської міської ради (30 квітня 1998 — 30 травня 1999). Київський міський голова (30 травня 1999 — 14 квітня 2006). Народний депутат України                                                                                              |
| 26 листопада 2021 | Чернігів         | Мельник Анатолій Іванович               | 68 років | український науковець і політичний діяч, голова Чернігівської обласної ради (з 19 листопада 2010 по 22 лютого 2014 року) |
| 5 грудня 2021     | Київ             | Перцов Данило Володимирович             | 48 років | український композитор, мультиінструменталіст, дизайнер |
| 13 грудня 2021    | Київ             | Рижих Віктор Іванович                   | 88 років | український художник, народний художник України (2004). |
| 26 грудня 2021    |                  | Тимчук Михайло Петрович                 | 40 років | український художник |

### 2022
| Дата смерті   | Місто | Ім'я                               | Вік      | Примітки                                                   |
| ------------- | ----- | ---------------------------------- | -------- | ---------------------------------------------------------- |
| 6 січня 2022  | Київ  | Лозинський Остап Тарасович         | 38 років | український художник, іконописець.                         |
| 27 січня 2022 | Київ  | Кузнєцов Павло Сергійович          | 72 роки  | український політик.                                       |
| 8 лютого 2022 | Київ  | Логановський Костянтин Миколайович | 55 років | український психіатр та радіобіолог, доктор медичних наук. |

## На окупованих територіях
| Дата смерті       | Місто       | Ім'я                       | Вік      | Примітки |
| ----------------- | ----------- | -------------------------- | -------- | --- |
| 19 травня 2020    | Луганськ    | Олексій Навроцький         | 53 роки  | Головний лікар 4-ї багатопрофільної лікарні Луганська |
| 5 жовтня 2020     | Луганськ    | Юрій Дерський              | 64 роки  | Заслужений діяч мистецтв України, автор «гімну ЛНР», колишній художній і музичний керівник першого у СРСР класик-рок гурту «Альма-Матер», фольк-гурту «Росси», шоу-групи «Привіт» Донецької та Луганської обласних філармоній, колишній артист «Москонцерту», колишній учасник гурту Олега Газманова «Ескадрон», колишній аранжувальник Студії Валерія Леонтьєва, засновник театру естради «Форте-Маестро» та Студії «Центру Д», фольк-проєкт «Собор», Фабрики дитячої пісні «Бон-бон» у Луганську, завідувач кафедри музичного мистецтва естради Луганської Академії мистецтв. |
| 18 жовтня 2020    | Ялта        | Іван Імгрунт               | 64 роки  | Окупаційний «мер» Ялти |
| 22 жовтня 2020    | Сімферополь | Ваде Шерфедінова-Казакова  |          | Кримськотатарська викладачка |
| 4 січня 2021      | Сімферополь | Шахов Сергій Миколайович   | 65 років | Голова МНС Криму з 2011 року |
| 21 листопада 2021 | Севастополь | Пілунський Леонід Петрович | 74 роки  | Український політик, депутат ВР АР Крим. Голова Кримської крайової організації Народного Руху України |

## У світі
Відомі люди, які померли від COVID-19 у світі
- Список померлих від COVID-19 у світі (січень — березень 2020)
- Список померлих від COVID-19 у світі (квітень — червень 2020)
- Список померлих від COVID-19 у світі (липень — грудень 2020)
- Список померлих від COVID-19 у світі (2021)
- Список померлих від COVID-19 у світі (2022)